# RC-360 Aerodyne
Die Couzinet RC-360 Aerodyne war ein um 1955 entstandenes Projekt des französischen Piloten und Ingenieurs René Couzinet für eine Flugscheibe analog einer Fliegenden Untertasse. Es wurde lediglich ein Mock-Up fertiggestellt. Die Arbeiten wurden nach dem Freitod Couzinets 1956 eingestellt.

## Geschichte
Nach dem Zweiten Weltkrieg begann sich Couzinet aufgrund von Berichten über UFOs und Fliegende Untertassen für die Konstruktion eines scheibenförmigen Fluggeräts zu interessieren, das VTOL-Eigenschaften besitzen sollte. Ein ähnliches Projekt wurde Mitte der 1950er Jahre in Kanada von dem britischen Ingenieur John Carver Meadows Frost (1915–1979) verfolgt. Resultat war der Avrocar, bei dem es sich aber lediglich um ein scheibenförmiges Luftkissenfahrzeug handelte.
1955 baute Couzinet in seiner Werkstatt auf der Île de la Jatte bei Levallois-Perret aus Holz und Metall ein Mock-Up im Größenverhältnis von 3:5 zur geplanten Flugscheibe, das jedoch in keiner Weise funktionsfähig war. Die Patentanmeldung erfolgte am 25. Mai 1955 unter Nummer 1.129.038.
Die Flugscheibe selbst sollte einen Durchmesser von 13,6 m und eine Oberfläche von 60,0 Quadratmetern besitzen. Angetrieben werden sollte sie von sechs Lycoming-Motoren für den vertikalen Auf- und Abstieg mittels gegenläufiger Rotoren um das zentrierte Cockpit sowie einem Strahltriebwerk Marcel Dassault „Viper“ für den Horizontalflug. Das Cockpit sollte eine transparente Kanzel für den Piloten besitzen, das Bruttogewicht der Flugscheibe ca. 12,56 t betragen. Zur geplanten Höchstgeschwindigkeit und Reichweite sind keine Angaben überliefert. Offensichtlich war die Flugscheibe analog zu einem Hubschrauber für den militärischen Einsatz von improvisierten Start- und Landebahnen geplant.
Nach einer zeitweiligen Presseberichterstattung zum Beispiel in „Libération“ vom 2./3. Juli 1955, in „Popular Science“ vom Oktober 1955 oder in „Life“ vom 18. Juni 1956 erlosch das Interesse an dem Projekt. „Libération“ bezeichnete die „RC-360“ als „wahre Revolution in der Luftfahrtgeschichte“. Offenbar gab es jedoch weder ein kommerzielles noch militärisches Interesse an Couzinets Projekt. Da Couzinet am 16. Dezember 1956 aufgrund von Depressionen Suizid beging, wurde das Projekt eingestellt. Der Verbleib des Mock-up ist ungeklärt; vermutlich wurde es verschrottet. Ebenso ungeklärt ist der Verbleib von Couzinets Plänen bzw. Konstruktionsunterlagen.
Behauptungen von Joseph Andreas Epp (1914–1997), dass Couzinets Flugscheibe tatsächlich mit 600 km/h geflogen und mehrere Attentate auf den Ingenieur verübt worden seien, entsprechen nicht den Tatsachen. Epp hatte selbst 1957 der Öffentlichkeit das Modell seines „Omega“-Diskus vorgestellt, der ähnlich wie Couzinets Flugscheibe VTOL-Eigenschaften besitzen sollte. Es blieb beim Projekt.